# Sigurd Mathiesen (författare)
Sigurd Mathiesen, född den 13 juli 1871 i Larvik, död den 20 maj 1958 i Langesund, var en norsk författare.
Mathiesen blev student 1898, debuterade 1903 med ett band berättelser, Unge sjæle, som följts av Hide Unas (1904), Nag (1906), Augustinætter (1907), Hjemlig jord (1908) och dramat Satan som seirer (1910). Impressionistisk stilkonst och sysslandet med sjukliga psykologiska undantagsföreteelser visa honom som efterföljare av Hamsun och Kinck.